# Johan von Engeström (1743–1807)
Johan von Engeström, född 13 oktober 1743, död 30 december 1807, var en svensk politiker.

## Biografi
von Engeström blev 1760 auskultant i Svea hovrätt, extraordinarie kanslist i Krigsexpeditionen 1762, samt protokollssekreterare där 1773. von Engeström deltog som ivrig anhängare av hattarna vid Riksdagen 1769–1770. Vid Gustav III:s oblodiga statsvälvning den 19 augusti 1772 arresterades han, då han var ledamot av det Hemliga utskottet.
Han återkom dock till politiken och vid Riksdagen 1778 ingav han ett memorial om en ny, humanare, tjänstehjonsstadga. Redan vid denna riksdag opponerade han sig mot kung Gustav III:s i hans tycke envåldssträvanden och vid Riksdagen 1786 var han den kanske ivrigaste av adelsoppositionen och genomdrev som ledamot av Statsutskottet, att ständerna endast gick med på fyra års bevillning.
Han deltog även vid Riksdagen 1789 då han tillhörde de adelsmän ur oppositionen som arresterades på order av kung Gustav III den 20 februari 1789, inför kungens plan på att genomdriva Förenings- och säkerhetsakten. von Engeström sattes i förvar på Kastenhof och han släpptes först den 12 maj samma år.
von Engeström häktades även efter mordet på Gustav III men han undslapp då med ett års suspension från sin tjänst. von Engeström var 1792–1800 fullmäktig i Riksgäldskontoret, intog vid riksdagen 1800 en medlande ståndpunkt mellan regeringen och de radikala hetsporrarna samt levde sina sista år i lantlig stillhet. Hans intressanta Historiska anteckningar och bref utgavs tillsammans med biografi 1877 av Erik Wilhelm Montan.
Johan von Engeström var son till Johannes Engeström och Margareta Benzelstierna samt bror till Jacob von Engeström, Gustaf von Engeström och Lars von Engeström.